# آرون مهديان (بهمن)
آرون مهديان (بالفارسية: ارون ماهی‌دان) هي قرية تقع في إيران في الناحية المركزية، قسم بهمن الريفي. سُجلت في تعداد عام 2006 ولم تُسجل أي معلومات عن عدد سكانها.